# Milovan Đilas

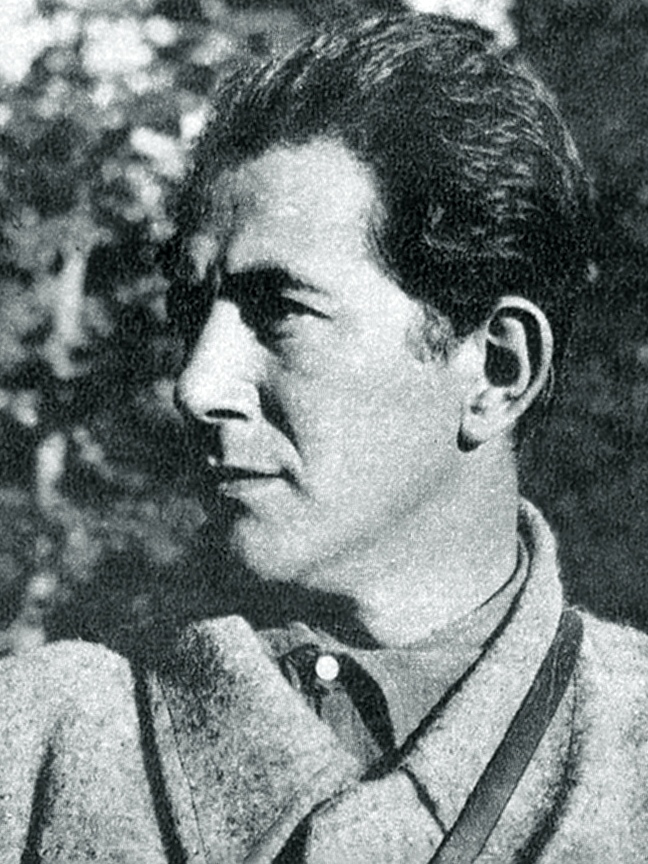
Milovan Đilas in 1942

Milovan Djilas (Servisch: Милован Ђилас) (Polja, 12 juni 1911 - Belgrado, 20 april 1995), was een Joegoslavisch communistisch politicus en dissident.
Djilas was afkomstig uit Montenegro. In 1932 sloot hij zich als student van de Universiteit van Belgrado aan bij de Joegoslavische Communistische Partij. Van 1933 tot 1936 zat hij als politiek gevangene in de gevangenis van Belgrado. Na zijn vrijlating werd hij in 1938 lid van het Centraal Comité van de communistische partij en in 1940 lid van het Politbureau.
In 1941 werd hij een van de naaste medewerkers van Josip Broz Tito, de secretaris-generaal van de Joegoslavische Communistische Partij. Djilas hielp Tito bij het opzetten van het beroemde partizanenleger dat tegen de Duitse troepen en hun bondgenoten streed. In 1944 werd Djilas naar Moskou gevlogen voor een geheime ontmoeting met de Sovjet-leider Jozef Stalin.
In april en mei 1945 werd geheel Joegoslavië door de partizanen bevrijd. In 1946 werd na de verkiezingsoverwinning van de communisten de Federale Volksrepubliek Joegoslavië opgericht. Tito werd premier en Djilas vicepremier. Spoedig nadien brak er een conflict uit tussen Tito en Stalin. Djilas werd aan het hoofd van en Joegoslavische delegatie naar Moskou gezonden voor onderhandelingen, die echter op niets uitliepen. Nadien kwam het tot een breuk tussen Tito en Stalin, waarna Joegoslavië een eigen - meer neutrale - koers begon te varen, los van Moskou. In 1953 werd Djilas vicepresident van Joegoslavië en voorzitter van het parlement.
Djilas en Tito ontwikkelden de theorie van "positieve neutraliteit" ten opzichte van het Westen. Het keiharde stalinisme in Joegoslavië werd door Tito deels beëindigd. Djilas begon in de loop der jaren te streven naar uitgebreide hervormingen. Djilas stond naast economische, ook politieke hervormingen voor. In de vroege jaren 50 werd het arbeiderszelfbestuur in fabrieken ingevoerd, een van de kenmerken van het titoïsme. In december 1953 pleitte hij in diverse kranten voor meer democratie in Joegoslavië en de invoering van een tweepartijenstelsel, waarin naast de communistische partij, ook een sociaaldemocratische partij zou moeten bestaan.
Djilas' zienswijze werd hem door Josip Broz Tito niet in dank afgenomen en op 17 januari 1954 werd Djilas uit al zijn partij- en staatsfuncties gezet. In zijn boek De Nieuwe Klasse: Een Analyse van het Communistische Systeem wees Djilas op het ontstaan van een geprivilegieerde bureaucratische klasse binnen de communistische wereld. Na het verschijnen van dit boek - dat direct daarop in Joegoslavië werd verboden -, belandde Djilas om zijn denkbeelden in de gevangenis. Later werd hij onder huisarrest gesteld.
In de jaren 60 belandde Djilas weer achter de tralies toen zijn boek Gesprekken met Stalin verscheen. In de jaren 80 kwam Djilas definitief vrij. Sedertdien had hij kritiek op het groeiende nationalisme in Joegoslavië.

## Publicaties (selectie)
- The New Class: An Analysis of the Communist System (1957)
- Conversations with Stalin (1962)
- Memoir of a revolutionary (1973)
- Wartime (1977)
- Tito - the story from inside (1981)
- Rise and fall (1985)

- Bibsys: 90168914
- Biblioteca Nacional de España: XX1068730
- Bibliothèque nationale de France: cb119001991 (data)
- Catàleg d'autoritats de noms i títols de Catalunya: 981058526192506706
- CiNii: DA02013604
- Gemeinsame Normdatei: 118526111
- International Standard Name Identifier: 0000 0000 8163 0215
- Library of Congress Control Number: n80070707
- Nationale Bibliotheek van Letland: 000006288
- Bibliotheek van het Japanse parlement: 00437923
- Nationale Bibliotheek van Tsjechië: jn20000601348
- Nationale bibliotheek van Australië: 35038307
- Nationale Bibliotheek van Israël: 987007260442705171
- Nationale Bibliotheek van Polen: a0000001178653
- Nationale en Universitaire bibliotheek Zagreb: 000002627
- Nederlandse Thesaurus van Auteursnamen: 068444028
- Réseau des bibliothèques de Suisse occidentale: 02-A000195587
- Istituto Centrale per il Catalogo Unico: CFIV075684
- LIBRIS: 104327
- SNAC: w6ww870s
- Système universitaire de documentation: 026832259
- Trove: 808609
- Virtual International Authority File: 89623727
- WorldCat: E39PBJhCHVkTGwDhtPKRFxK8G3